# Александер, Джейн
Джейн Александер (англ. Jane Alexander, урождённая Джейн Куигли (англ. Jane Quigley), род. 28 октября 1939) — американская актриса, возглавлявшая в середине 1990-х годов Национальный фонд искусств США.

## Биография
Будущая актриса родилась в Бостоне в семье медиков. Любовь к актёрскому искусству у неё появилась ещё в школе, но по совету отца, перед тем как серьёзно этим заняться окончила колледж по специальности математика и информатика. Затем в течение года она училась в Эдинбургском университете в Шотландии, где участие в местном драматическом кружке окончательно убедило её стать актрисой.
Первый успех к Джейн Александер пришёл в 1967 году на театральной сцене Вашингтона. В дальнейшем она продолжила успешную карьеру как в театре, став в 1970 году обладательницей премии «Тони», а также и в кино, где за свои роли в фильмах «Большая белая надежда» (1970), «Вся президентская рать» (1976), «Крамер против Крамера» (1979) и «Завещание» (1983) четырежды становилась номинаткой на премию «Оскар». За телевизионные роли в телефильмах «Тянуть время» (1980) и «Тёплые источники» (2005) Джейн Александер удостоилась двух премий «Эмми».
В 1993 году актриса была назначена президентом Биллом Клинтоном председателем Национального фонда искусств, который возглавляла до 1997 года. В настоящее время Джейн Александер занимает активные позиции в Фонде охраны дикой природы, участвует в сообществе за ядерное разоружение, а также является членом Международного форума руководителей. Актриса дважды была замужем, родив в 1964 году от второго супруга сына Джейса, ставшего телевизионным режиссёром.

## Фильмография

### Кино
| Год  | Название на русском              | Оригинальное название   | Роль                    | Примечания          |
| ---- | -------------------------------- | ----------------------- | ----------------------- | ------------------- |
| 1970 | Большая белая надежда            | The Great White Hope    | Элеанор Бакмен          |                     |
| 1971 | Перестрелка                      | A Gunfight              | Нора Теннери            |                     |
| 1972 | Новые центурионы                 | The New Centurions      | Дороти                  |                     |
| 1976 | Вся президентская рать           | All the President’s Men | Джуди Хобак Миллер      |                     |
| 1978 | Бетси                            | The Betsy               | Алиша Хардеман          |                     |
| 1979 | Крамер против Крамера            | Kramer vs. Kramer       | Маргарет Фелпс          |                     |
| 1980 | Брубэйкер                        | Brubaker                | Лиллиан Грей            |                     |
| 1982 | Пересечение границы              | Night Crossing          | Дорис Стрелзик          |                     |
| 1983 | Завещание                        | Testament               | Кэрол Уэтерли           |                     |
| 1984 | Заваруха в городе                | City Heat               | Эдди                    |                     |
| 1987 | Кадриль                          | Square Dance            | Хуанель                 |                     |
| 1987 | Милая страна                     | Sweet Country           | Анна                    |                     |
| 1988 | —                                | An American Place       | Джорджия О’Кифф         |                     |
| 1989 | Слава                            | Glory                   | Сара Блейк Стерджис Шоу | не указана в титрах |
| 1999 | Правила виноделов                | The Cider House Rules   | медсестра Эдна          |                     |
| 2002 | Солнечный штат                   | Sunshine State          | Делия Темпл             |                     |
| 2002 | Звонок                           | The Ring                | доктор Грасник          |                     |
| 2006 | Мех                              | Fur                     | Гертруда Немеров        |                     |
| 2007 | Праздник любви                   | Feast of Love           | Эстер Стивенсон         |                     |
| 2008 | Гигантик                         | Gigantic                | Барбара Уэзерсби        |                     |
| 2009 | Нерождённый                      | The Unborn              | Софи Козма              |                     |
| 2009 | Терминатор: Да придёт спаситель  | Terminator Salvation    | Вирджиния               |                     |
| 2011 | Дом грёз                         | Dream House             | доктор Грили            |                     |
| 2013 | Последняя любовь мистера Моргана | Mr. Morgan’s Last Love  | Джоан Морган            |                     |
| 2017 | Три Христа                       | Three Christs           | доктор Абрахам          |                     |
| 2020 | —                                | The Man in the Woods    | Вивиен Уолдорф          |                     |

### Телевидение
| Год       | Название на русском                    | Оригинальное название                             | Роль                   | Примечания                                        |
| --------- | -------------------------------------- | ------------------------------------------------- | ---------------------- | ------------------------------------------------- |
| 1969      | Полиция Нью-Йорка                      | N.Y.P.D.                                          | Мэгги                  | эпизод: The Night Watch                           |
| 1969      | Адам-12                                | Adam-12                                           | делопроизводитель      | эпизод: Log 112: You Blew It                      |
| 1972      | Добро пожаловать домой, Джонни Бристол | Welcome Home, Johnny Bristol                      | Энн Палмер             | телефильм                                         |
| 1973      | Чудо на 34-й улице                     | Miracle on 34th Street                            | Карен Уокер            | телефильм                                         |
| 1974      | Таким был Запад                        | This Is the West That Was                         | Сара Шоу               | телефильм                                         |
| 1975      | —                                      | Death Be Not Proud                                | Фрэнсис Гюнтер         | телефильм                                         |
| 1976      | Элеонора и Франклин                    | Eleanor and Franklin                              | Элеонора Рузвельт      | мини-сериал; основная роль                        |
| 1977      | Детский кружок                         | A Circle of Children                              | Мэри Маккракен         | телефильм                                         |
| 1977      | Элеонора и Франклин: Годы в Белом доме | Eleanor and Franklin: The White House Years       | Элеонора Рузвельт      | телефильм                                         |
| 1978      | Вопрос любви                           | A Question of Love                                | Барбара Морленд        | телефильм                                         |
| 1978      | —                                      | Lovey: A Circle of Children, Part II              | Мэри Маккракен         | телефильм                                         |
| 1980      | Тянуть время                           | Playing For Time                                  | Алма Роуз              | телефильм                                         |
| 1981      | Милый лжец                             | Dear Liar                                         | миссис Патрик Кэмпбелл | телефильм                                         |
| 1982      | —                                      | Kennedy’s Children                                | Ванда                  | телефильм                                         |
| 1982      | Под опекой чужаков                     | In the Custody of Strangers                       | Сэнди Колдуэлл         | телефильм                                         |
| 1984      | —                                      | When She Says No                                  | Нора Стренджис         | телефильм                                         |
| 1984      | Каламити Джейн                         | Calamity Jane                                     | Бедовая Джейн          | телефильм                                         |
| 1985      | Происки в Стране чудес                 | Malice in Wonderland                              | Хедда Хоппер           | телефильм                                         |
| 1986      | Кровь и орхидеи                        | Blood & Orchids                                   | Дорис Эшли             | телефильм                                         |
| 1987      | Любя и воюя                            | In Love and War                                   | Сибил Стокдейл         | телефильм                                         |
| 1988      | —                                      | A Friendship in Vienna                            | Ханна Дурненволд       | телефильм                                         |
| 1988      | —                                      | Open Admissions                                   | Джинни Карлсен         | телефильм                                         |
| 1990      | —                                      | Daughter of the Streets                           | Пегги Райан            | телефильм                                         |
| 1991      | —                                      | A Marriage: Georgia O’Keeffe and Alfred Stieglitz | Джорджия О’Кифф        | телефильм                                         |
| 1992      | Останься на ночь                       | Stay the Night                                    | Бланш Кеттман          | телефильм                                         |
| 1993      | —                                      | New Year                                          | Элси Робертсон         | телефильм                                         |
| 2000      | Закон и порядок: Специальный корпус    | Law & Order: Special Victims Unit                 | Реджина Малруни        | эпизод: Entitled. Part 1                          |
| 2000      | Закон и порядок                        | Law & Order                                       | Реджина Малруни        | эпизод: Entitled. Part 2                          |
| 2001      | Дженифер                               | Jenifer                                           | Мэрилин Эстесс         | телефильм                                         |
| 2001      | —                                      | Bitter Winter                                     | н/д                    | телефильм                                         |
| 2003      | —                                      | Freedom: A History of US                          | Джейн Аддамс           | эпизод: Yearning to Breathe Free                  |
| 2004      | Забери меня домой                      | Carry Me Home                                     | миссис Гортимер        | телефильм                                         |
| 2005      | Тёплые источники                       | Warm Springs                                      | Сара Делано Рузвельт   | телефильм                                         |
| 2006      | Путь                                   | The Way                                           | Хелен Уорден           | телефильм                                         |
| 2007      | Скажи мне, что любишь меня             | Tell Me You Love Me                               | доктор Мэй Фостер      | телесериал; основная роль                         |
| 2008—2011 | Американские мастера                   | American Masters                                  | рассказчик / Эдна Чини | документальный телесериал; 2 эпизода              |
| 2011      | Уильям и Кэтрин                        | William & Catherine: A Royal Romance              | Елизавета II           | телефильм                                         |
| 2011      | —                                      | Deck the Halls                                    | Нора Риган Райли       | телефильм                                         |
| 2011—2015 | Хорошая жена                           | The Good Wife                                     | судья Сюзанн Моррис    | телесериал; 5 эпизодов                            |
| 2013      | —                                      | Forgive Me                                        | букмекер               | телесериал; 5 эпизодов                            |
| 2013—2014 | Черный список                          | Blacklist                                         | Дайан Фаулер           | телесериал; 4 эпизода                             |
| 2014      | Разделение                             | The Divide                                        | Элизабет               | телесериал; 2 эпизода                             |
| 2014—2015 | Элементарно                            | Elementary                                        | Си                     | телесериал; 2 эпизода                             |
| 2015      | Книга негров                           | The Book of Negroes                               | Мария                  | мини-сериал; эпизод: Episode #1.5                 |
| 2015      | Вечность                               | Forever                                           | Нора Морган            | эпизод: Social Engineering                        |
| 2015      | Прямой эфир в Линкольн-центре          | Live from Lincoln Center                          | Парти Хоукс            | эпизод: Kern & Hammerstein’s Show Boat            |
| 2015      | —                                      | Brooklyn Animal Control                           | Вильгельмина           | эпизод: Episode #1.1                              |
| 2017—2018 | Хорошая борьба                         | The Good Fight                                    | судья Сюзанн Моррис    | телесериал; 2 эпизода                             |
| 2018      | Рождество наступает                    | Christmas Around the Corner                       | миссис Тьюмалти        | телефильм                                         |
| 2019      | Современная любовь                     | Modern Love                                       | Марго                  | эпизод: The Race Grows Sweeter Near Its Final Lap |
| 2020      | Рассказы из петли                      | Tales from the Loop                               | Клара                  | телесериал; 3 эпизода                             |

## Награды и номинации
| Награда                        | Год  | Категория                                                                    | Название работы                                       | Результат |
| ------------------------------ | ---- | ---------------------------------------------------------------------------- | ----------------------------------------------------- | --------- |
| Оскар                          | 1971 | Лучшая женская роль                                                          | Большая белая надежда                                 | Номинация |
| Оскар                          | 1977 | Лучшая женская роль второго плана                                            | Вся президентская рать                                | Номинация |
| Оскар                          | 1980 | Лучшая женская роль второго плана                                            | Крамер против Крамера                                 | Номинация |
| Оскар                          | 1984 | Лучшая женская роль                                                          | Завещание                                             | Номинация |
| Золотой глобус                 | 1971 | Лучший дебют актрисы                                                         | Большая белая надежда                                 | Номинация |
| Золотой глобус                 | 1980 | Лучшая женская роль второго плана в кинофильме                               | Крамер против Крамера                                 | Номинация |
| Золотой глобус                 | 1984 | Лучшая женская роль в драматическом фильме                                   | Завещание                                             | Номинация |
| Эмми                           | 1976 | Лучшая женская роль в мини-сериале или телефильме                            | Элеонора и Франклин                                   | Номинация |
| Эмми                           | 1977 | Лучшая женская роль в мини-сериале или телефильме                            | Элеонора и Франклин: Годы в Белом доме                | Номинация |
| Эмми                           | 1981 | Лучшая женская роль второго плана в мини-сериале или телефильме              | Тянуть время                                          | Победа    |
| Эмми                           | 1984 | Лучшая женская роль в мини-сериале или телефильме                            | Бедовая Джейн                                         | Номинация |
| Эмми                           | 1985 | Лучшая женская роль в мини-сериале или телефильме                            | Происки в Стране чудес                                | Номинация |
| Эмми                           | 2000 | Лучшая приглашённая актриса в драматическом телесериале                      | Закон и порядок / Закон и порядок: Специальный корпус | Номинация |
| Эмми                           | 2005 | Лучшая женская роль второго плана в мини-сериале или телефильме              | Тёплые источники                                      | Победа    |
| Спутник                        | 2005 | Лучшая женская роль второго плана в мини-сериале, телесериале или телефильме | Тёплые источники                                      | Номинация |
| Премия Гильдии киноактёров США | 2000 | Лучший актёрский состав в игровом кино                                       | Правила виноделов                                     | Номинация |
| Тони                           | 1969 | Лучшая женская роль второго плана в пьесе                                    | Большая белая надежда                                 | Победа    |
| Тони                           | 1973 | Лучшая женская роль в пьесе                                                  | Квартира с видом на реку                              | Номинация |
| Тони                           | 1974 | Лучшая женская роль в пьесе                                                  | Найди дорогу домой                                    | Номинация |
| Тони                           | 1979 | Лучшая женская роль в пьесе                                                  | Первый понедельник октября                            | Номинация |
| Тони                           | 1992 | Лучшая женская роль в пьесе                                                  | Визит старой дамы                                     | Номинация |
| Тони                           | 1993 | Лучшая женская роль в пьесе                                                  | Сёстры Розенсвайг                                     | Номинация |
| Тони                           | 1998 | Лучшая женская роль в пьесе                                                  | Хонор                                                 | Номинация |